# Rory Fleck Byrne
Rory Fleck Byrne (nacido en 1988) es un actor y compositor irlandés, conocido por Vampire Academy, Harlots, The Foreigner y This Is Going to Hurt.

## Primeros años
Rory Fleck Byrne nació en Inglaterra pero se mudó a Irlanda cuando tenía nueve años. Vivió en Kilkenny hasta que se mudó a Londres en 2007 para formarse en la Real Academia de Arte Dramático, graduándose en 2010. Él vive en Londres.

## Carrera
El primer trabajo actoral de Fleck Byrne fue en Liverpool en la obra Antony and Cleopatra junto a Kim Cattrall. En 2014, Byrne fue visto como Harry Abrams, un asistente del investigador psicológico Joseph Coupland, en la película de terror The Quiet Ones. En 2016 interpretó a Ruby en la película Tiger Raid. En 2017 interpretó a Daniel Marney en ocho episodios de Harlots, una serie dramática sobre los burdeles de la era georgiana y las mujeres que trabajan allí. El personaje de Fleck Byrne, Daniel, se enamora de la señora de un burdel de clase baja. Más tarde, en 2017, protagonizó junto a Jackie Chan y Pierce Brosnan The Foreigner. Fleck Byrne interpretó al sobrino de Brosnan, Sean Morrison, un ex oficial de la marina real británica. Posteriormente afirmó que hasta ese momento ésta había sido una de las mejores y más desafiantes experiencias que había tenido. Tuvo que entrenar con un equipo de especialistas para luchar en artes marciales y meterse en la mente de un asesino a sueldo. Como disfrutaba tanto de las artes marciales, continuó entrenándolas después de terminar la película con un entrenador personal en Londres. Fleck Byrne también trabajó como actor, escritor y productor en los cortometrajes Inbox y Bodies. Bodies se ambientó en su ciudad natal, Kilkenny. Se trata de la relación de dos directores de funerarias que luchan por mantenerse conectados con la vida. Inbox se estrenó con la ayuda del sitio web de financiación colectiva Kickstarter. En 2021, Fleck Byrne dirigió, escribió y protagonizó el cortometraje Dash. En septiembre de 2023, Byrne apareció en la serie dramática de Channel 5 The Inheritance, junto a Samantha Bond, Jemima Rooper, Gaynor Faye, Rob James-Collier, Larry Lamb y Adil Ray.
Además de aparecer en películas y series de televisión, Fleck Byrne también se puede ver en teatro, en obras como King Charles III (2014-2015), Anna Karenina (2016) y The Phlebotomist (2018).

## Vida personal
Además de actuar, a Fleck Byrne también le gusta cantar. En entrevista mencionó que si no se hubiera convertido en actor, le hubiera encantado ser el líder de una banda. También escribe sus propias canciones.
Fleck Byrne es gay.

## Filmografía

### Cine
| Año  | Título               | Papel          | Notas        |
| ---- | -------------------- | -------------- | ------------ |
| 2005 | Stealaway            | Mike Sullivan  | Largometraje |
| 2013 | UnTítulod Blues      | Bill Ford      | Cortometraje |
| 2014 | The Quiet Ones       | Harry Abrams   | Largometraje |
| 2014 | Vampire Academy      | Andre Dragomir | Largometraje |
| 2015 | Bodies               | Conor          | Cortometraje |
| 2016 | Tiger Raid           | Ruby           | Largometraje |
| 2017 | The Date             | Brian          | Cortometraje |
| 2017 | Inbox                | Tom            | Cortometraje |
| 2017 | Pucker               |                | Cortometraje |
| 2017 | The Foreigner        | Sean Morrison  | Largometraje |
| 2019 | After the Harvest II | Cillian        | Largometraje |
| 2021 | Dash                 | Joe            | Cortometraje |
| 2022 | Lola                 | Sebastian      | Largometraje |

### Televisión
| Año  | Título                         | Papel            | Notas                                       |
| ---- | ------------------------------ | ---------------- | ------------------------------------------- |
| 2014 | Grantchester                   | Ben Blackwood    | Episodio 1x04                               |
| 2014 | Damo and Ivor                  | Liam Delaney     | Episodio 2x02-2x06                          |
| 2016 | Midsomer Murders               | Dale Nevins      | Episodio 18x06 Harvest of Souls             |
| 2016 | Jack Taylor                    | Alan             | Episodio 3x03 In Purgatory                  |
| 2016 | To Walk Invisible              | Arthur Nicholls  | Película de televisión                      |
| 2017 | Harlots                        | Daniel Marney    | 8 episodios                                 |
| 2018 | Crimen en el paraíso           | Adam Warner      | Episodio 7x05 Murder on the Day of the Dead |
| 2019 | Ghosts                         | Toby Nightingale | Episodio 1x04 Free Pass                     |
| 2019 | Agatha and the Curse of Ishtar | Marmaduke        | Película de televisión                      |
| 2022 | This Is Going to Hurt          | Harry            |                                             |
| 2023 | The Inheritance                | Nathan           | 4 episodios                                 |
| 2023 | The Newsreader                 | Gerry Carroll    |                                             |

## Teatro
| Año       | Título                   | Papel                | Teatro               | Ciudad             | Referencias   |
| --------- | ------------------------ | -------------------- | -------------------- | ------------------ | ------------- |
| 2010      | Antony and Cleopatra     | Demetrius/Dollabella | Liverpool Playhouse  | Liverpool          | [ 22 ]        |
| 2011      | Cause Célèbre            | Ewen Montagu         | The Old Vic          | Londres            | [ 23 ] [ 24 ] |
| 2011      | Disco Pigs               | Pig                  | Young Vic            | Londres            | [ 25 ]        |
| 2011      | The Lion in Winter       | Philip               | Theatre Royal        | Haymarket, Londres | [ 26 ]        |
| 2013      | That Face                | Henry                | The Landor Theatre   | Londres            | [ 27 ]        |
| 2014      | The Vortex               | Nicky Lancaster      | Gate Theatre         | Dublín             | [ 28 ]        |
| 2014      | The Well Rested Terroris | Singer               | Peacock              | Dublín             | [ 29 ]        |
| 2014–2015 | King Charles III         | William              | Wyndham's Theatre    | Londres            | [ 30 ]        |
| 2016      | Anna Karenina            | Vronsky              | Abbey theatre        | Dublín             | [ 19 ]        |
| 2018      | The Phlebotomist         | Aaron                | Hampstead Downstairs | Londres            | [ 20 ]        |

## Radio
| Año  | Título               | Tipo                 | Papel              | Referencias |
| ---- | -------------------- | -------------------- | ------------------ | ----------- |
| 2014 | Juno and the Paycock | Drama de BBC Radio 4 | Johnny Boyle       | [ 31 ]      |
| 2018 | Vive la Republique   | Drama de BBC Radio 4 | Daniel Cohn-Bendit | [ 32 ]      |